# Cái Nhum
Cái Nhum là một xã thuộc tỉnh Vĩnh Long, Việt Nam.
Trước ngày 16 tháng 6 năm 2025, Cái Nhum là thị trấn huyện lỵ của huyện Mang Thít, tỉnh Vĩnh Long. 

## Địa lý
Xã Cái Nhum có vị trí địa lý:
- Phía đông giáp xã Vĩnh Thành và Quới Thiện, ranh giới là sông Cổ Chiên.
- Phía tây giáp xã Bình Phước và Nhơn Phú.
- Phía nam giáp xã Quới An và Tân Long Hội.
- Phía bắc giáp xã Phú Phụng và Chợ Lách, ranh giới là sông Cổ Chiên.

Xã Cái Nhum có diện tích 52,45 km², dân số năm 2025 là 38.538 người, mật độ dân số đạt 734 người/km².

## Hành chính
Thị trấn Cái Nhum được chia thành 6 khóm: 1, 2, 3, 4, 5, 6.

## Lịch sử
Địa bàn thị trấn Cái Nhum hiện nay trước đây là xã Chánh Hội thuộc huyện Mang Thít.
Thị trấn Cái Nhum được thành lập vào ngày 18 tháng 3 năm 1994 trên cơ sở tách một phần diện tích và dân số của xã Chánh Hội theo Nghị định số 21-CP của Chính phủ.
Đến năm 2019, thị trấn Cái Nhum có diện tích 2,26 km², dân số là 3.687 người, mật độ dân số đạt 1.631 người/km². Xã Chánh Hội có diện tích 13,90 km², dân số là 7.870 người, mật độ dân số đạt 566 người/km².
Ngày 10 tháng 1 năm 2020, Ủy ban Thường vụ Quốc hội ban hành Nghị quyết số 860/NQ-UBTVQH14 về việc sắp xếp các đơn vị hành chính cấp xã thuộc tỉnh Vĩnh Long (nghị quyết có hiệu lực từ ngày 1 tháng 2 năm 2020). Theo đó, sáp nhập toàn bộ diện tích và dân số của xã Chánh Hội vào thị trấn Cái Nhum.
Ngày 16 tháng 6 năm 2025, Ủy ban Thường vụ Quốc hội ban hành Nghị quyết số 1687/NQ-UBTVQH15 về việc sắp xếp các đơn vị hành chính cấp xã của tỉnh Vĩnh Long năm 2025. Theo đó, sắp xếp toàn bộ diện tích tự nhiên, quy mô dân số của thị trấn Cái Nhum và các xã An Phước, Chánh An thành xã mới có tên gọi là xã Cái Nhum.
Sau khi sáp nhập, xã Cái Nhum có 52,45 km² diện tích tự nhiên và dân số 38.538 người.

## Hình ảnh

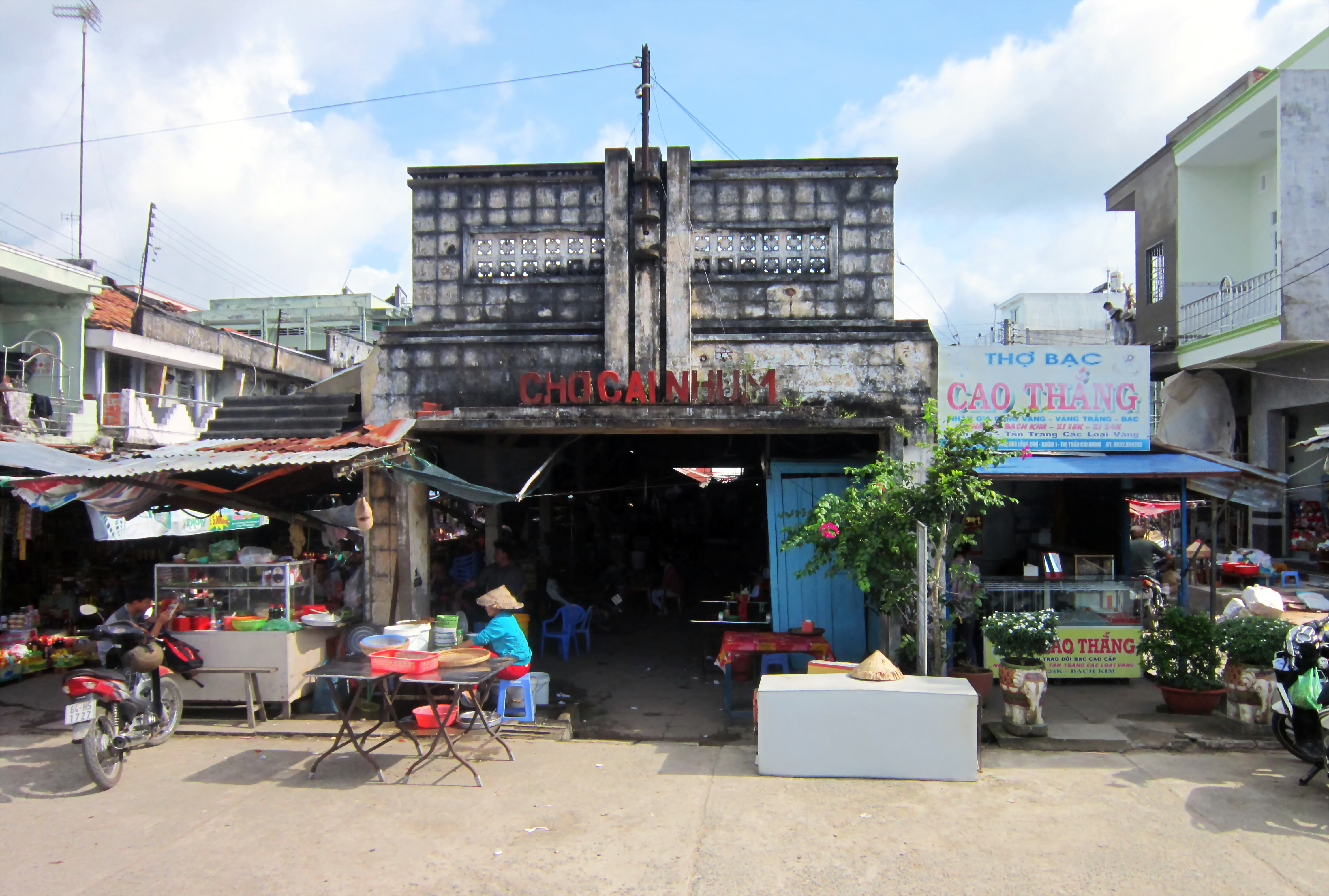
Chợ Cái Nhum (cũ) bên bờ sông Mang Thít, ở thị trấn Cái Nhum.
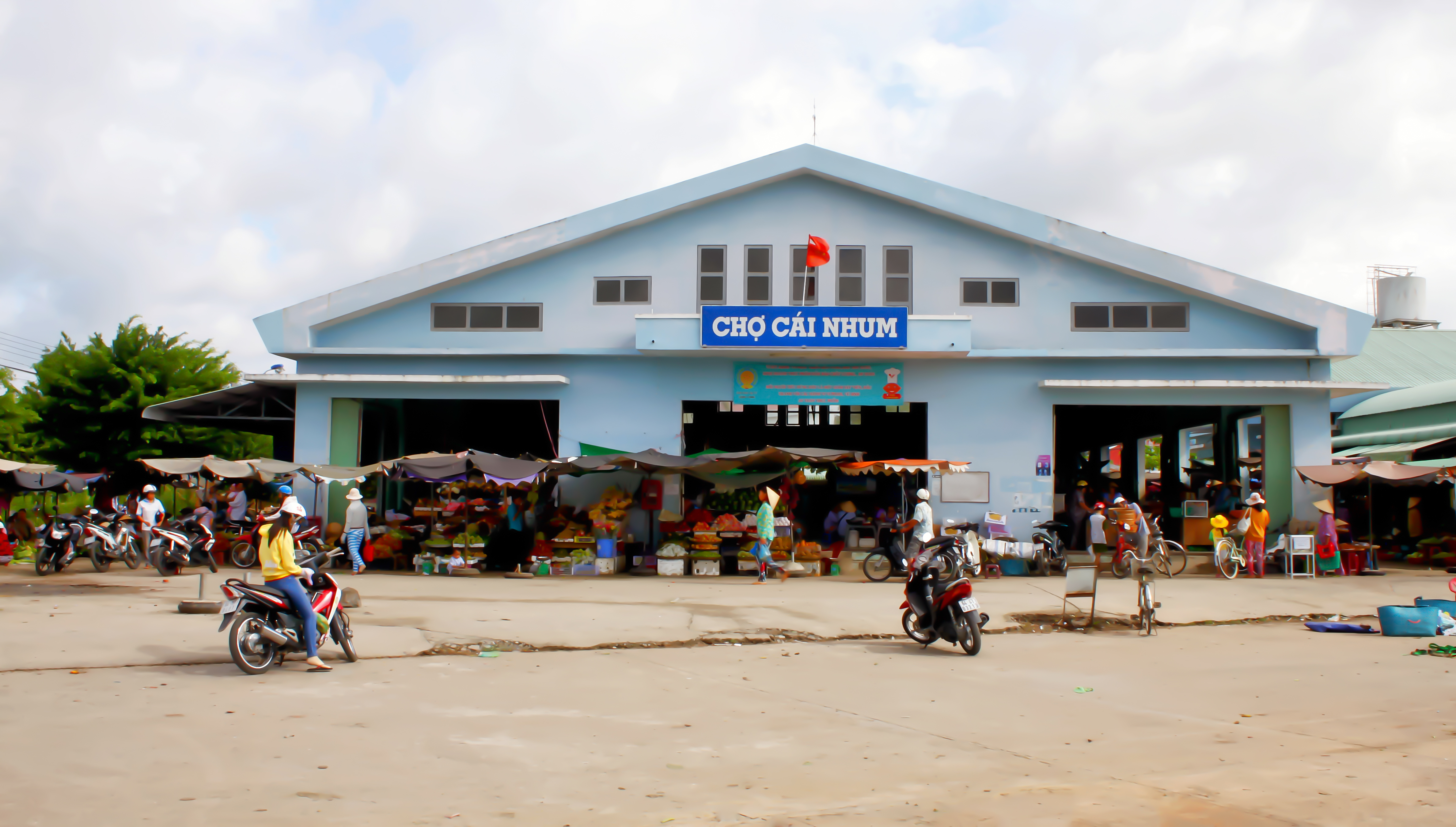
Chợ Cái Nhum (mới), ở gần khu chợ cũ.
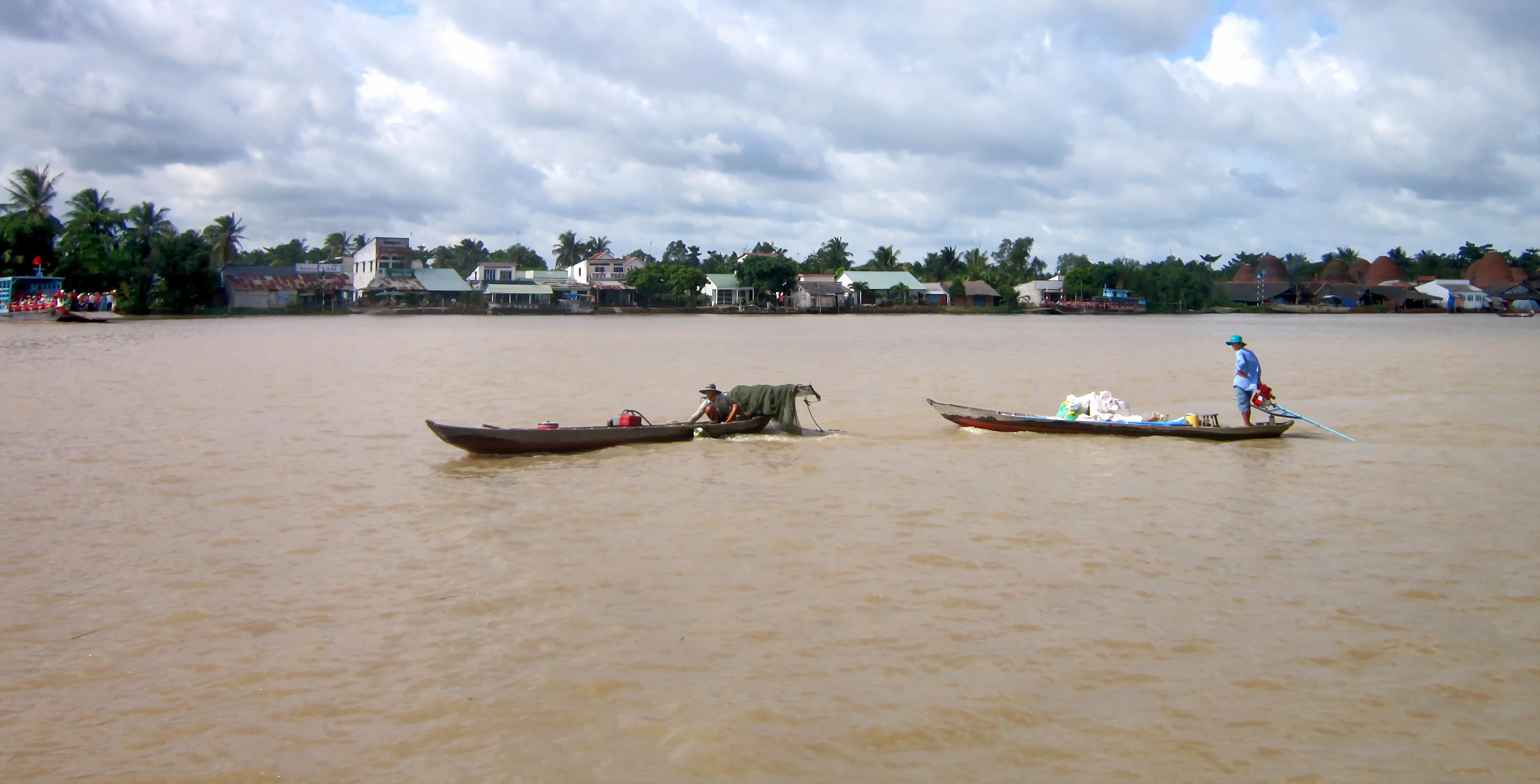
Sông Mang Thít, đoạn chảy qua thị trấn Cái Nhum.
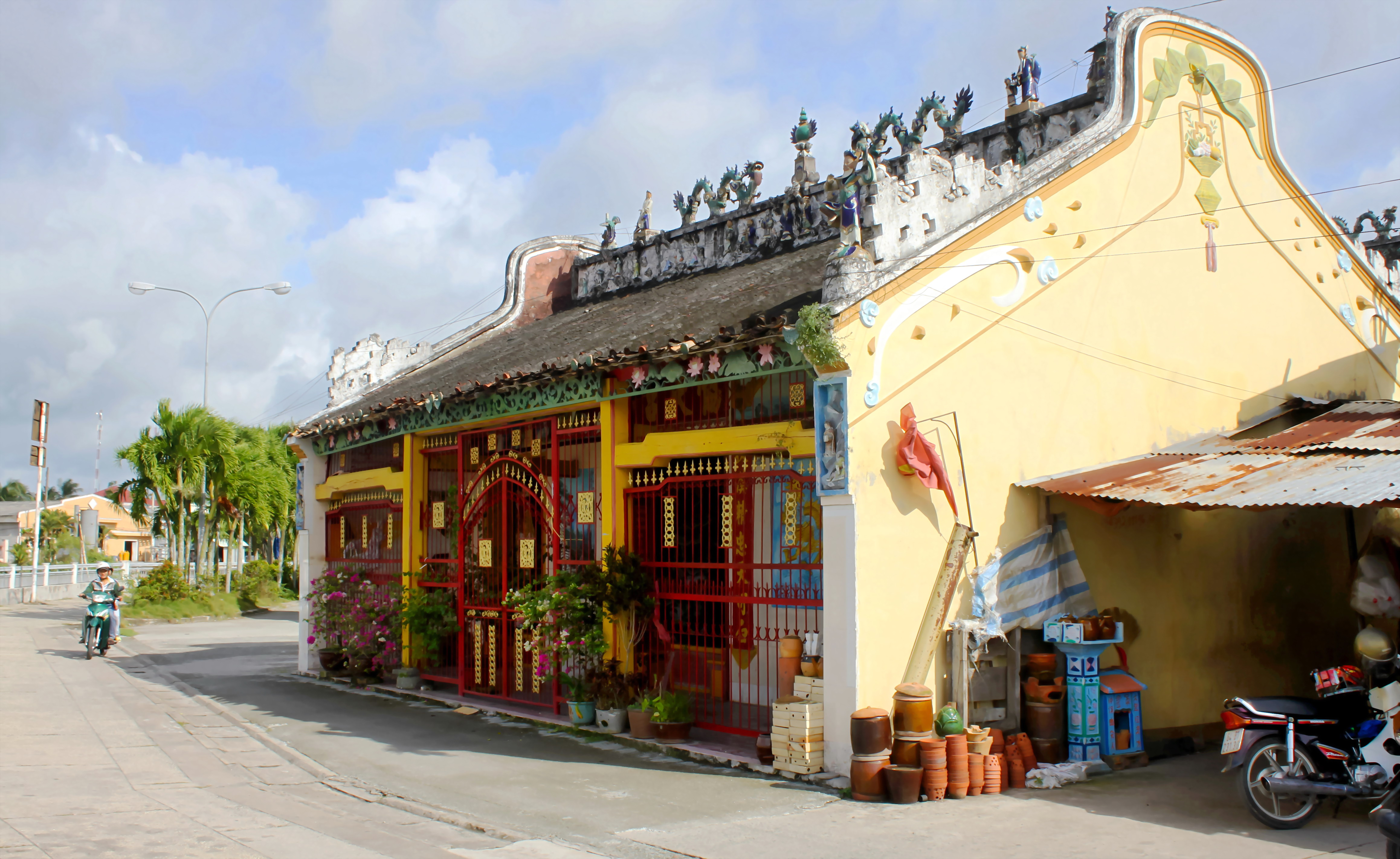
Chùa Ông thờ Quan Vũ ở thị trấn Cái Nhum.